# Беррон Трамп
Беррон Вільям Трамп (англ. Barron William Trump; нар. 20 березня 2006, Мангеттен, Нью-Йорк, США) — молодший син 45-го і 47-го президента США Дональда Трампа і Меланії Трамп. Є їх єдиною спільною дитиною.

## Біографія

### Ранні роки
Беррон є єдиною дитиною Дональда та Меланії Трамп, народившись через рік після їхнього весілля. У травні 2006 року Беррон був охрещений в Єпископальній церкві Bethesda-by-the-sea в Палм-Біч, Флорида. Меланія брала активну участь у його вихованні: готувала йому сніданки, допомагала з домашніми завданнями та навчила говорити словенською мовою. Беррон зростав у атмосфері високого суспільства, отримуючи увагу та турботу від батьків, які відмовилися від послуг нянь.

### Освіта
Беррон навчався у кількох навчальних закладах, включаючи Columbia Grammar & Preparatory School та St. Andrew's Episcopal School. З 2021 по 2024 роки навчався в Оксбриджській академії. У 2024 році вступив до Школи бізнесу Стерна при Нью-Йоркському університеті, обравши цей навчальний заклад незважаючи на політичні погляди свого батька.

## Суспільне та політичне життя
Попри те, що Беррон часто перебував під увагою ЗМІ через статус своєї сім'ї, його батьки намагалися захистити його від зайвої уваги. У дитинстві він кілька разів з'являвся на телебаченні, включаючи реаліті-шоу «The Apprentice», а також в одному з епізодів Шоу Опри Вінфрі.
Брав участь у президентській кампанії батька 2016 року, був на мітингу в Південній Кароліні, перебував на сцені протягом вітальної промови свого батька на з'їзді Республіканської партії, був присутнім на першій інавгурації свого батька у 2017 році. У 2017 році Беррон став першою дитиною за останні 50 років, яка переїхала до Білого дому.
Вніс свій внесок в успішну кампанію з переобрання батька 2024 року, вибираючи для нього подкасти, які подобаються молодим виборцям. Перехід кампанії від традиційних ЗМІ до соціальних мереж допоміг перетягнути на бік Трампа голоси молодої аудиторії. У 2024 році Беррон досяг віку 18 років і вперше проголосував на президентських виборах, підтримавши свого батька. У 2025 році, після другої інавгурації президент США Дональд Трамп окремо подякував Беррону за його стратегію щодо залучення голосів молоді під час передвиборчої кампанії.

## Особисте життя
Беррон захоплюється музикою та грає на барабанах. Вільно володіє словенською мовою завдяки матері. Цікавиться футболом, публічно з'являвся у футболці лондонського «Арсеналу». У квітні 2017 року зустрівся з гравцями американського футбольного клубу «Ді Сі Юнайтед» у рамках традиційного катання яєць на галявині Білого дому. У вересні 2017 року пройшов відбір до команди U-12 Академії «Ді Сі Юнайтед» на сезон 2017—2018. Станом на лютий 2019 року грав за футбольну асоціацію Арлінгтона.
В останні роки став об'єктом суспільного інтересу, особливо після того, як його зріст досяг 206 см, що на 15 см перевищує зріст його батька.

## Галерея

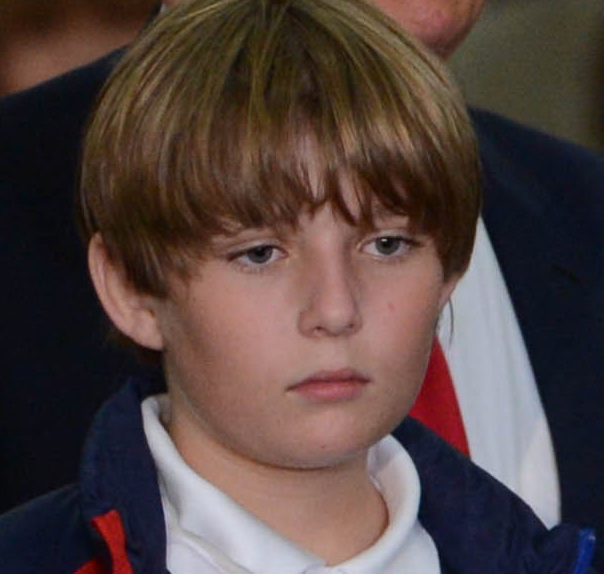
Беррон у 2015 році
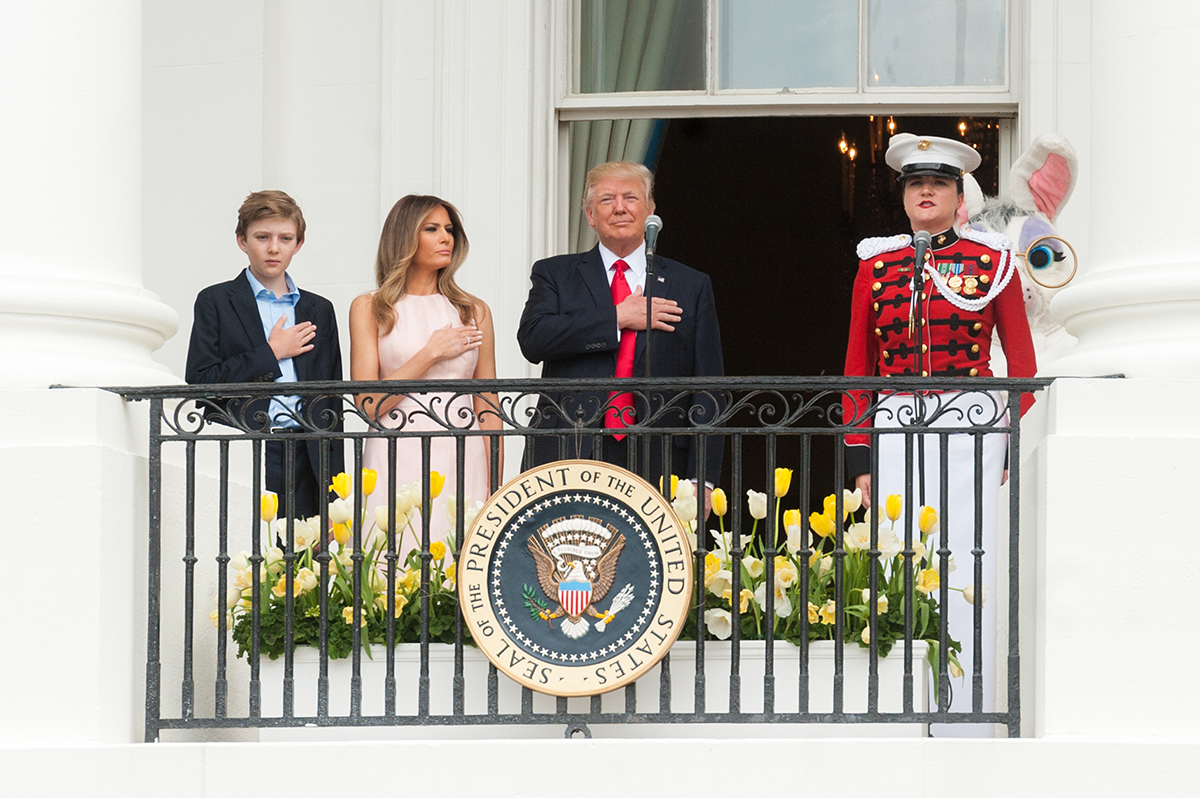
Беррон з батьками (2017)
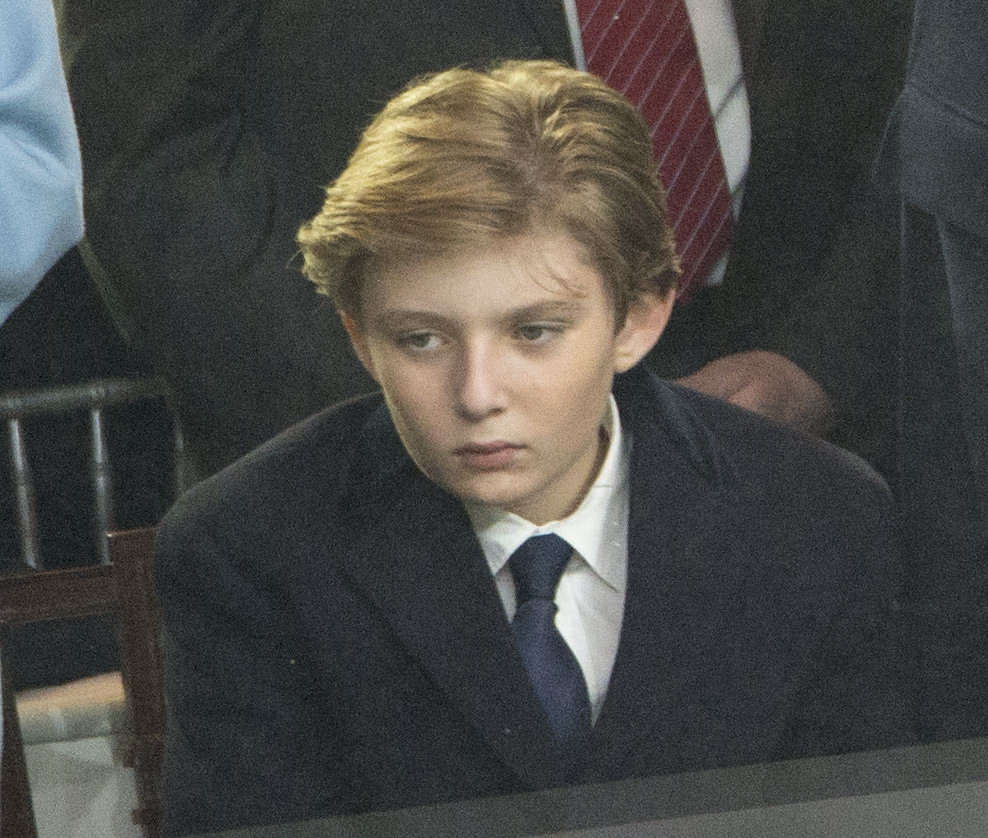
Беррон на першій інавгурації свого батька (2017)
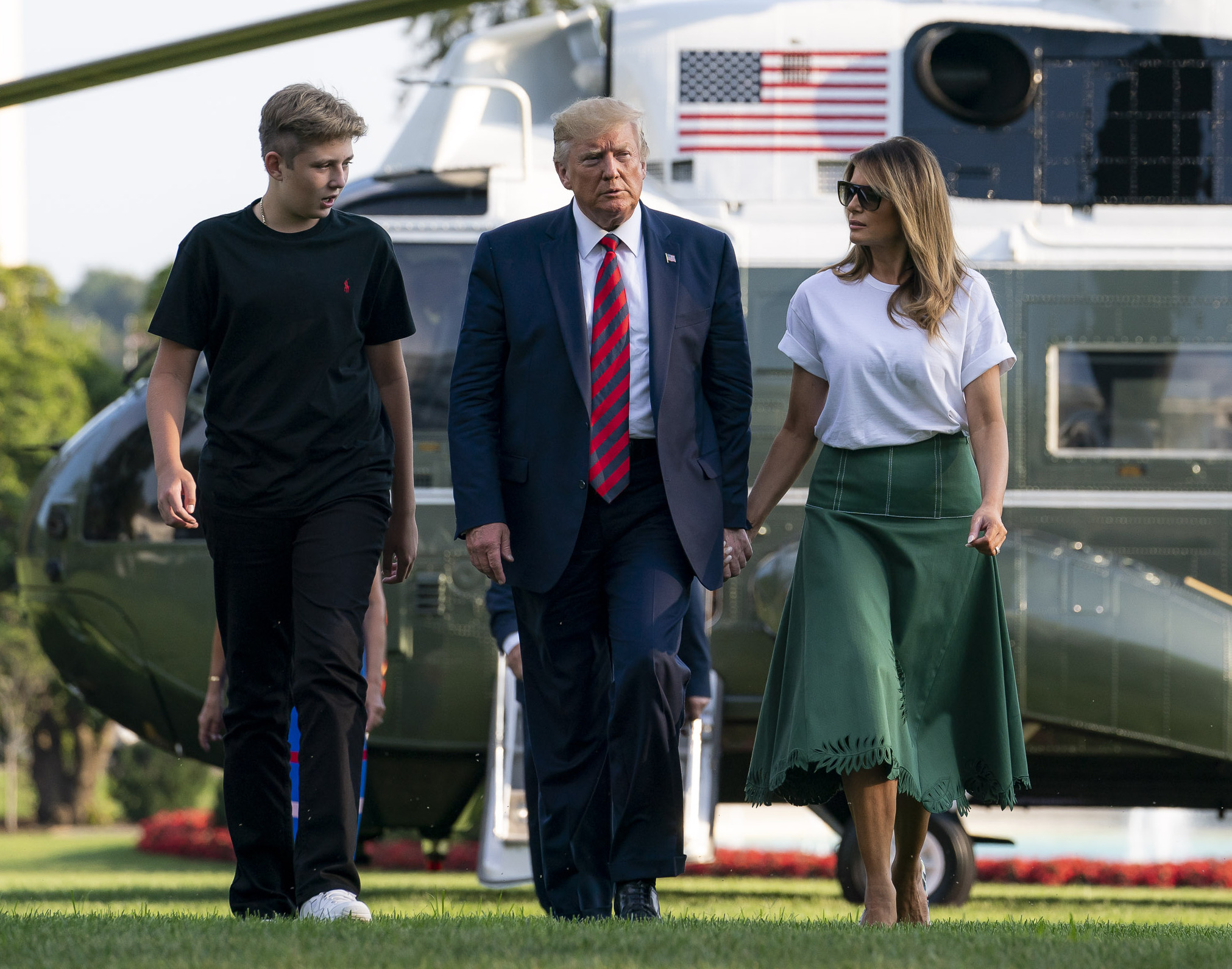
Беррон з батьками (2019)
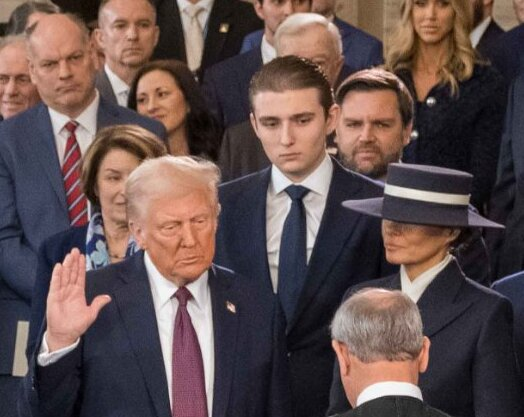
Беррон на другій інавгурації свого батька (2025)